# 前頭洞
前頭洞（ぜんとうどう）は、前頭骨にある空洞で、眉弓の後方に位置する副鼻腔の一つ。粘膜で覆われている。
副鼻腔の発生は胎児の時から始まるが、上顎洞と篩骨洞のみが出生時に存在しており、前頭洞は存在しない。その後、年齢に応じて大きくなっていくが、前頭骨は出生時には膜状であり、2歳時に骨化するまでめったに陥凹しないので、それ以前にこの構造をX線写真上で確認することはできない。7歳から8歳の間に非常によく発達し、思春期には完全に出来上がる。左右対称であることは殆ど無く、隔壁はしばしば正中のどちらかにずれる。およそ5%の人は前頭洞を持たない。
平均的な大きさは高さ28mm、幅24mm、奥行き深さ20mmで6〜7mlの空間を持つ。
開口部は鼻前頭管を通り、篩骨漏斗を超え中鼻道につながる。前頭洞の粘膜は眼神経の枝で節後副交感神経である眼窩上神経に支配され、粘液性分泌物を出す。眼窩上動脈、前篩骨動脈により栄養を供給される。
その豊富な粘液産生により、前頭洞は鼻の免疫防御や空気濾過における重要な部分となっている。鼻腔や、副鼻腔の粘膜は繊毛細胞で、粘液を後鼻孔を経由して最終的に胃へと送る。分厚い上層は細菌や粒子を捉え、免疫細胞、抗体、抗菌タンパク質を多く提供する組織である。その下は薄い基質で、繊毛が上層を後鼻腔へと送る。
前頭洞は眼窩や頭蓋腔に近接しているため、その炎症は眼窩蜂巣炎や硬膜外膿瘍、硬膜下膿瘍、髄膜炎といった深刻な合併症を引き起こすことがある。

## 参考画像

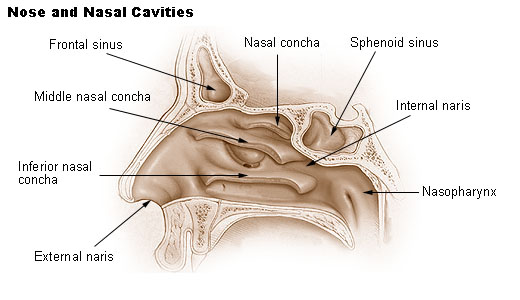
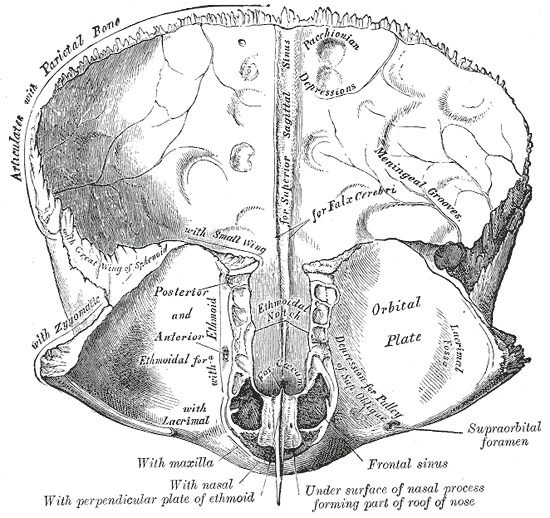
Frontal bone. Inner surface.
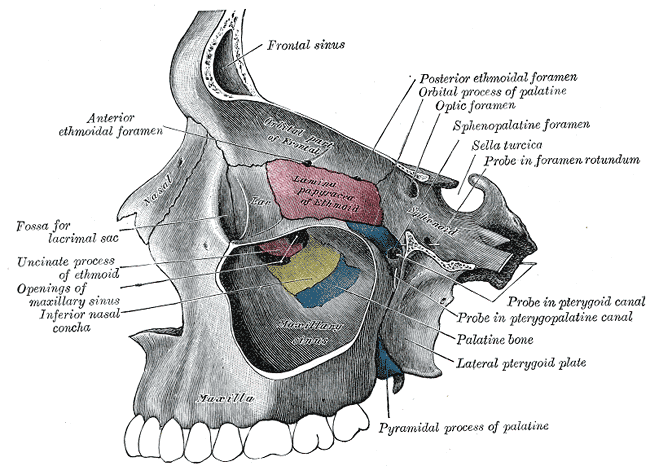
Medial wall of left orbit.
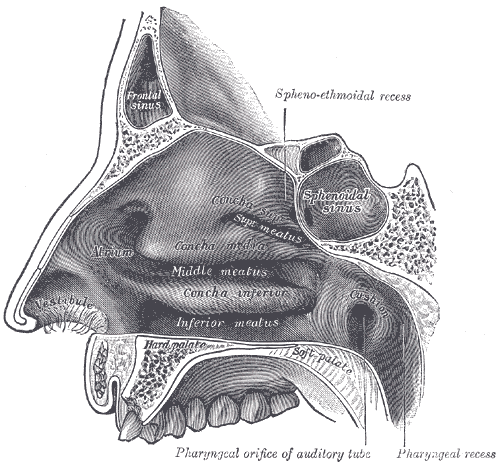
Lateral wall of nasal cavity.
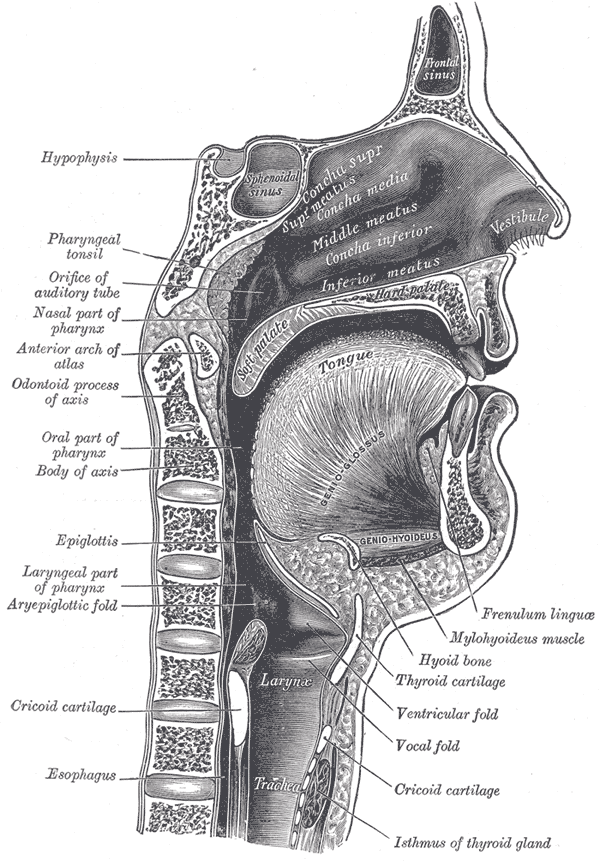
Sagittal section of nose mouth, pharynx, and larynx.
副鼻腔
Paranasal sinuses
Nose diagram